# Mexico op de Olympische Zomerspelen 2004
Mexico nam deel aan de Olympische Zomerspelen 2004 in Athene, Griekenland. Op de vorige editie werd onder andere een gouden medaille gehaald. Dat lukte dit keer niet.

## Medailleoverzicht
| Sport       | Olympiër       | Onderdeel       | Medaille |
| ----------- | -------------- | --------------- | -------- |
| Atletiek    | Ana Guevara    | 400m (m)        | Zilver   |
| Taekwondo   | Oscar Salazar  | -58kg (m)       | Zilver   |
| Wielersport | Belem Guerrero | puntenkoers (v) | Zilver   |
| Taekwondo   | Iridia Salazar | -57kg (v)       | Brons    |

## Deelnemers en resultaten

### Atletiek
| Olympiër                                              | Discipline               | Resultaat | Prestatie                                                                           |
| ----------------------------------------------------- | ------------------------ | --------- | ----------------------------------------------------------------------------------- |
| Juan Pedro Toledo                                     | 200m (m)                 | 10e       | serie 1: 2de in 20,40 (NR) kwartfinale 4: 3de in 20,43 halve finale 2: 6de in 20,64 |
| Alejandro Cardenas                                    | 400m (m)                 | 16e       | serie 3: 3de in 45,46 halve finale 2: 5de in 45,64                                  |
| Alejandro Suarez                                      | 5000m (m)                | 24e       | serie 1: 13de in 13.35,32                                                           |
| David Galván                                          | 10000m (m)               | 21e       | 29.38,05                                                                            |
| Teodoro Vega                                          | 10000m (m)               | 20e       | 29.06,55                                                                            |
| Andrés Espinosa                                       | marathon (m)             | 69e       | 2:29.43                                                                             |
| Procopio Franco                                       | marathon (m)             | 55e       | 2:23.34                                                                             |
| José Ernani Palalia                                   | marathon (m)             | 72e       | 2:31.41                                                                             |
| Noé Hernández                                         | 20km snelwandelen (m)    | DSQ       | gediskwalificeerd                                                                   |
| Bernardo Segura                                       | 20km snelwandelen (m)    | DNF       | niet gefinisht                                                                      |
| Omar Segura                                           | 20km snelwandelen (m)    | 18e       | 1:24.35                                                                             |
| Mario Iván Flores                                     | 50km snelwandelen (m)    | DNF       | niet gefinisht                                                                      |
| Miguel Ángel Rodríguez                                | 50km snelwandelen (m)    | 15e       | 3:55.43                                                                             |
| Germán Sánchez                                        | 50km snelwandelen (m)    | 17e       | 3:58.33                                                                             |
| Giovanni Lanaro                                       | polsstokhoogspringen (m) | DNF       | kwalificatie groep B: geen geldige poging                                           |
|                                                       |                          |           |                                                                                     |
| Liliana Allen                                         | 100m (v)                 | 27e       | serie 1: 5de in 11,42 kwartfinale 3: 6de in 11,52                                   |
| Ana Gabriela Guevara                                  | 400m (v)                 | Zilver    | serie 1: 1ste in 50,93 halve finale 1: 1ste in 50,15 finale: 2de in 49,56           |
| Dulce Maria Rodriguez                                 | 5000m (v)                | 35e       | serie 1: 17de in 16.08,07                                                           |
| Adriana Fernández                                     | 10000m (v)               | 23e       | 32.29,57                                                                            |
| Liliana Allen Mayra González Ana Guevara Magali Yanez | 4x400m (v)               | 11e       | serie 2: 5de in 3.27,88 (NR)                                                        |
| Angélica Sánchez                                      | marathon (v)             | 46e       | 2:49.04                                                                             |
| Margarita Tapia                                       | marathon (v)             | 38e       | 2:46.14                                                                             |
| Victoria Palacios                                     | 20km snelwandelen (v)    | 34e       | 1:36.07                                                                             |
| Rosario Sánchez                                       | 20km snelwandelen (v)    | DNF       | niet gefinisht                                                                      |
| Romary Rifkas                                         | hoogspringen (v)         | 14e       | kwalificatie groep B: 7de met 1,92m                                                 |
| Violeta Guzman                                        | kogelslingeren (v)       | 36e       | kwalificatie groep B: 17de met 62,76m                                               |

### Boksen
| Olympiër             | Discipline | Resultaat | Prestatie                                            |
| -------------------- | ---------- | --------- | ---------------------------------------------------- |
| Raúl Castañeda       | -48kg (m)  | 9e        | 1ste ronde: vrij 2de ronde: V van RUS Kazakov: 16-41 |
| Raúl Castañeda       | -54kg (m)  | 17e       | 1ste ronde: V van HUN Bedak: 27-36                   |
| Juan de Dios Navarro | -64kg (m)  | 17e       | 1ste ronde: V van KAZ Karimzhanov: 31-48             |
| Alfredo Angulo       | -75kg (m)  | 17e       | 1ste ronde: V van IRL Lee: 23-38                     |
| Ramiro Reducindo     | -81kg (m)  | 17e       | 1ste ronde: V van BLR Aripgadjiev: 10-29             |

### Boogschieten
| Olympiër                                                    | Discipline      | Resultaat | Prestatie |
| ----------------------------------------------------------- | --------------- | --------- | --- |
| Jorge Pablo Chapoy                                          | individueel (m) | 34e       | plaatsingsronde: 38ste met 645 punten 1ste ronde: V van CHN Xue: 153-162                                           |
| Eduardo Avelino Magana                                      | individueel (m) | 49e       | plaatsingsronde: 35ste met 646 punten 1ste ronde: V van MEX Serrano: 138-148                                       |
| Juan René Serrano                                           | individueel (m) | 20e       | plaatsingsronde: 30ste met 651 punten 1ste ronde: W van MEX Magana: 148-138 2de ronde: V van ITA Galiazzo: 163-164 |
| Jorge Pablo Chapoy Eduardo Avelino Magana Juan René Serrano | team (m)        | 12e       | plaatsingsronde: 8ste met 1942 punten 1ste ronde: V van Nederland: 234-244                                         |

### Gewichtheffen
| Olympiër                       | Discipline | Resultaat | Prestatie                                                        |
| ------------------------------ | ---------- | --------- | ---------------------------------------------------------------- |
| Gabriela Damaris Aguirre Aldaz | -75kg (m)  | 38e       | trekken: 12de met 100kg stoten: 12de met 122,5kg totaal: 222,5kg |

### Gymnastiek
| Olympiër      | Discipline               | Resultaat | Prestatie                             |
| ------------- | ------------------------ | --------- | ------------------------------------- |
| Brenda Magana | meerkamp individueel (v) | 58e       | kwalificatie: 58ste met 33,887 punten |
| Laura Moreno  | vloer (v)                | 82e       | kwalificatie: 82ste met 7,700 punten  |
| Laura Moreno  | brug (v)                 | 72e       | kwalificatie: 72ste met 8,512 punten  |
| Laura Moreno  | balk (v)                 | 63e       | kwalificatie: 63ste met 8,575 punten  |

### Judo
| Olympiër                   | Discipline | Resultaat | Prestatie                                                                                    |
| -------------------------- | ---------- | --------- | -------------------------------------------------------------------------------------------- |
| Cristobal Alejandro Aburto | -60kg (m)  | 17e       | 1ste ronde: vrij 2de ronde: W van CRC Fernández: koka 3de ronde: V van ARG Albarracín: ippon |
| José Goldschmied           | -90kg (m)  | 21e       | 1ste ronde: V van FRA Demontfaucon: ippon                                                    |
|                            |            |           |                                                                                              |
| Vanessa Martina Zambotti   | +78kg (v)  | 15e       | 1ste ronde: W van BUL Bozhilova: ippon 2de ronde: V van ITA Andolina: ippon                  |

### Moderne vijfkamp
| Olympiër               | Discipline | Resultaat | Prestatie   |
| ---------------------- | ---------- | --------- | ----------- |
| Manuel Pradillo Ortega | mannen     | 12e       | 5196 punten |
| Sergio Salazar Salazar | mannen     | 11e       | 5200 punten |

### Paardensport
| Olympiër                                                                     | Discipline     | Resultaat      | Prestatie                              |
| Springconcours                                                               | Springconcours | Springconcours | Springconcours                         |
| ---------------------------------------------------------------------------- | -------------- | -------------- | -------------------------------------- |
| Federico Fernández                                                           | individueel    | 54e            | kwalificatie: 54ste met 38 strafpunten |
| Marcela Lobo Pérez                                                           | individueel    | 58e            | kwalificatie: 58ste met 58 strafpunten |
| Gerardo Tazzer                                                               | individueel    | DNF            | kwalificatie: niet gefinisht           |
| Gerardo Tazzer                                                               | individueel    | DNF            | kwalificatie: niet gefinisht           |
| Federico Fernández Marcela Lobo Pérez Gustavo Ramos Hernández Gerardo Tazzer | team           | 15e            | 70 strafpunten                         |

### Roeien
| Olympiër                                     | Discipline             | Resultaat | Prestatie |
| -------------------------------------------- | ---------------------- | --------- | --- |
| Martha Aurora García Mayo                    | skiff (v)              | 12e       | serie 4: 5de in 8.07,32 herkansingen: 1ste in 7.35,55 halve finale 2: 5de in 8.04,83 finale B: 6de in 7.43,44 |
| Gabriela Huerta Trillo Aline Olvera Clauzier | lichte dubbel-twee (v) | 16e       | serie 2: 6de in 7.18,16 herkansingen: 5de in 7.23,07 finale C: 4de in 7.48,02                                 |

### Schermen
| Olympiër        | Discipline | Resultaat | Prestatie                                       |
| --------------- | ---------- | --------- | ----------------------------------------------- |
| Edgar Chumacero | floret (m) | 26e       | 1ste ronde: vrij 2de ronde: V van JPN Ota: 9-15 |

### Schietsport
| Olympiër                  | Discipline                 | Resultaat | Prestatie                                              |
| ------------------------- | -------------------------- | --------- | ------------------------------------------------------ |
| Roberto José Elías Orozco | 10m luchtgeweer (m)        | 44e       | kwalificatie: 44ste met 582 punten (96-96-98-98-99-95) |
| Roberto José Elías Orozco | 50m geweer 3 houdingen (m) | 36e       | kwalificatie: 36ste met 1137 punten (389-376-372)      |

### Schoonspringen
| Olympiër                     | Discipline              | Resultaat | Prestatie                                                                                             |
| ---------------------------- | ----------------------- | --------- | --- |
| Rommel Pacheco               | 3m plank (m)            | 10e       | voorronde: 15de met 408,75 punten halve finale: 12de met 630,60 punten finale: 10de met 642,69 punten |
| Fernando Platas              | 3m plank (m)            | 5e        | voorronde: 8ste met 434,70 punten halve finale: 8ste met 666,72 punten finale: 5de met 704,25 punten  |
| Rommel Pacheco               | 10m toren (m)           | 10e       | voorronde: 5de met 463,47 punten halve finale: 7de met 646,26 punten finale: 10de met 623,40 punten   |
|                              |                         |           | |
| Paola Espinosa               | 3m plank (v)            | 12e       | voorronde: 9de met 301,14 punten halve finale: 11de met 506,46 punten finale: 12de met 490,20 punten  |
| Jashia Luna                  | 3m plank (v)            | 20e       | voorronde: 20ste met 252,75 punten                                                                    |
| Paola Espinosa               | 10m toren (v)           | 12e       | voorronde: 5de met 348,05 punten halve finale: 8ste met 519,21 punten finale: 12de met 455,20 punten  |
| Jashia Luna                  | 10m toren (v)           | 13e       | voorronde: 10de met 328,62 punten halve finale: 13de met 481,80 punten                                |
| Paola Espinisa Laura Sánchez | 3m plank synchroon (v)  | 5e        | 286,92 punten                                                                                         |
| Paola Espinisa Jashia Luna   | 10m toren synchroon (v) | 12e       | 307,74 punten                                                                                         |

### Synchroonzwemmen
| Olympiër                                            | Discipline | Resultaat | Prestatie                            |
| --------------------------------------------------- | ---------- | --------- | ------------------------------------ |
| Nara Lorena Falcón Arteaga Olga Larissa Vargas León | duet       | 16e       | kwalificatie: 16de met 86,084 punten |

### Taekwondo
| Olympiër              | Discipline | Resultaat | Prestatie |
| --------------------- | ---------- | --------- | --- |
| Oscar Salazar Blanco  | -58kg (m)  | Zilver    | voorronde: W van DOM Mercedes: 10-1 kwartfinale: W van UKR Shaposhnyk: 6-2 halve finale: W van VIE Huan: 8-0 finale: V van TPE Chu: 1-5             |
| Víctor Estrada        | -80kg (m)  | 5e        | voorronde: W van CUB Matos: 8-7 kwartfinale: V van USA López: 2-4 herkansingen: W van IRQ Rasheed: walk-over herkansingen 2: V van AZE Ahmadov: 9-9 |
|                       |            |           | |
| Iridia Salazar Blanco | -57kg (v)  | Brons     | voorronde: W van COL Delgado: 5-2 kwartfinale: W van UZB Kaydashova: 7-7 halve finale: V van KOR Jang: 2-4 bronzen finale: W van ESP Reyes: 2-1     |

### Triatlon
| Olympiër               | Discipline | Resultaat | Prestatie  |
| ---------------------- | ---------- | --------- | ---------- |
| Eligio Cervantes Islas | mannen     | 38e       | 1:59.27,81 |
| Javier Rosas Sierra    | mannen     | 44e       | 2:04.03,97 |

### Voetbal

#### Mannen
| Olympiër | Discipline | Resultaat | Prestatie                                                                 |
| --- | ---------- | --------- | ------------------------------------------------------------------------- |
| José de Jesús Corona Rodríguez Francisco Ochoa Magaña Aarón Galindo Rubio Diego Alfonso Martínez Balderas Mario Pérez Zúñiga Gonzalo Pineda Reyes Francisco Javier Rodríguez Pinedo Ismael de Jesús Rodríguez Vega Israël López Hernández Antonio Naelson Matías Luis Ernesto Pérez Gómez Omar Bravo Tordecillas Gerardo Espinoza Ahumada Juan Pablo García Contreras Rafael Márquez Alvarez Sergio Amauri Ponce Villegas Ismael Iñiguez González | mannen     | 10e       | groep A: 3de G van Mali: 0-0 V van Zuid-Korea: 0-1 W van Griekenland: 3-2 |

| Groep A |             |             |             |             |             |            |            |            |        |
| #       | Land        | Wedstrijden | Wedstrijden | Wedstrijden | Wedstrijden | Doelpunten | Doelpunten | Doelpunten | Punten |
| #       | Land        | G           | W           | G           | V           | V          | T          | Saldo      | Punten |
| 1       | Mali        | 3           | 1           | 2           | 0           | 5          | 3          | +2         | 5      |
| 2       | Zuid-Korea  | 3           | 1           | 2           | 0           | 6          | 5          | +1         | 5      |
| 3       | Mexico      | 3           | 1           | 1           | 1           | 3          | 3          | 0          | 4      |
| 4       | Griekenland | 3           | 0           | 1           | 2           | 4          | 7          | -3         | 1      |

| Ronde       | Datum   | Plaats      | Land | Score  | Land |
| ----------- | ------- | ----------- | ---- | ------ | ---- |
| Groepsfase  |         |             |      |        |      |
| 11 augustus | Volos   | Mali        | 0-0  | Mexico |      |
| 14 augustus | Piraeus | Zuid-Korea  | 1-0  | Mexico |      |
| 17 augustus | Volos   | Griekenland | 2-3  | Mexico |      |

#### Vrouwen
| Olympiër | Discipline | Resultaat | Prestatie                                                                           |
| --- | ---------- | --------- | ----------------------------------------------------------------------------------- |
| Verónica Zepeda Nancy Gutiérrez Vázquez Lisa Anne Nañez Stromberg Alma Martínez Torres Dioselina Valderrama Reyes Fatima Leyva Morán Juana Evelyn López Luna Mónica Vergara Rubio Patricia Pérez Peña Maribel Domínguez Castelán Teresa Guadalupe Worbis Aguilar Iris Adriana Mora Vallejo Elizabeth Patricia Gómez Randall María de Jesús Castillo Nicacio Rubí Marlene Sandoval Nungaray Jennifer Marie Molina Shea Pamela Tajonar Alonso Mónica González Canales | vrouwen    | 8e        | groep C: 2de G van China: 1-1 V van Duitsland: 0-2 kwartfinale: V van Brazilië: 0-5 |

| Groep C |           |             |             |             |             |            |            |            |        |
| #       | Land      | Wedstrijden | Wedstrijden | Wedstrijden | Wedstrijden | Doelpunten | Doelpunten | Doelpunten | Punten |
| #       | Land      | G           | W           | G           | V           | V          | T          | Saldo      | Punten |
| 1       | Duitsland | 2           | 2           | 0           | 0           | 10         | 0          | +10        | 6      |
| 2       | Mexico    | 2           | 0           | 1           | 1           | 1          | 3          | -2         | 1      |
| 3       | China     | 2           | 0           | 1           | 1           | 1          | 9          | -8         | 1      |

| Ronde       | Datum     | Plaats    | Land | Score    | Land |
| ----------- | --------- | --------- | ---- | -------- | ---- |
| Groepsfase  |           |           |      |          |      |
| 14 augustus | Patras    | China     | 1-1  | Mexico   |      |
| 17 augustus | Piraeus   | Duitsland | 2-0  | Mexico   |      |
| Kwartfinale |           |           |      |          |      |
| 20 augustus | Heraklion | Mexico    | 0-5  | Brazilië |      |

### Volleybal
| Olympiër                   | Discipline | Resultaat | Prestatie |
| Beach                      | Beach      | Beach     | Beach |
| -------------------------- | ---------- | --------- | --- |
| Mayra García Hilda Gaxiola | vrouwen    | 19e       | groep F: 4de V van MEX Karantasiou/Sfyri: 0-2 (17-21, 13-21) V van AUS Lochowicz/Pottharst: 0-2 (24-26, 20-22) V van CHN Tian/Wang: 0-2 (19-21, 15-21) |

### Wielersport
| Olympiër                      | Discipline       | Resultaat | Prestatie |
| Baan                          | Baan             | Baan      | Baan      |
| ----------------------------- | ---------------- | --------- | --------- |
| Nancy Llarely Contreras Reyes | tijdrit (v)      | 8e        | 34,783    |
| Belém Guerrero Méndez         | puntenkoers (v)  | Zilver    | 14 punten |
| Weg                           |                  |           |           |
| Belém Guerrero Méndez         | wegwedstrijd (v) | 46e       | 3:33.35   |

### Zeilen
| Olympiër                  | Discipline  | Resultaat | Prestatie                                      |
| ------------------------- | ----------- | --------- | ---------------------------------------------- |
| David Mier y Terán Cuevas | mistral (m) | 16e       | 142 punten: (11-15-12-19-11-14-19-5-16-20-26)  |
|                           |             |           |                                                |
| Rosa Irene Campos Pérez   | mistral (v) | 23e       | 220 punten: (23-25-23-22-18-24-22-22-21-24-21) |
| Tania Elías Calles Wolf   | europe (v)  | 12e       | 98 punten: (6-5-15-17-6-3-16-OCS-5-14-11)      |

### Zwemmen
| Olympiër                                                                      | Discipline            | Resultaat | Prestatie                                               |
| ----------------------------------------------------------------------------- | --------------------- | --------- | ------------------------------------------------------- |
| Joshua Ilika Brenner                                                          | 200m vrije slag (m)   | 28e       | serie 4: 2de in 1.51,66                                 |
| Leonardo Salinas Saldaña                                                      | 400m vrije slag (m)   | 29e       | serie 3: 3de in 3.58,36                                 |
| Joshua Ilika Brenner                                                          | 100m vlinderslag (m)  | 33e       | serie 6: 8ste in 54,29                                  |
| Juan José Veloz Dávila                                                        | 200m vlinderslag (m)  | 16e       | serie 5: 6de in 1.58,32 halve finale 2: 8ste in 1.59,78 |
| Javier Díaz Joshua Ilika Brenner Alejandro Siqueiros Leonardo Salinas Saldana | 4x200m vrije slag (m) | 15e       | serie 1: 8ste in 7.29,54 (NR)                           |
|                                                                               |                       |           |                                                         |
| Adriana Rebeca Marmolejo Vargas                                               | 100m schoolslag (v)   | 38e       | serie 2: 6de in 1.14,35                                 |
| Adriana Rebeca Marmolejo Vargas                                               | 200m schoolslag (v)   | 27e       | serie 2: 5de in 2.36,10                                 |

Afghanistan · Albanië · Algerije · Amerikaanse Maagdeneilanden · Amerikaans-Samoa · Andorra · Angola · Antigua en Barbuda · Argentinië · Armenië · Aruba · Australië · Azerbeidzjan · Bahama's · Bahrein · Bangladesh · Barbados · België · Belize · Benin · Bermuda · Bhutan · Bolivia · Bosnië en Herzegovina · Botswana · Brazilië · Britse Maagdeneilanden · Brunei · Bulgarije · Burkina Faso · Burundi · Cambodja · Canada · Centraal-Afrikaanse Republiek · Chili · China · Chinees Taipei · Colombia · Comoren · Congo-Brazzaville · Congo-Kinshasa · Cookeilanden · Costa Rica · Cuba · Cyprus · Denemarken · Djibouti · Dominica · Dominicaanse Republiek · Duitsland · Ecuador · Egypte · El Salvador · Equatoriaal-Guinea · Eritrea · Estland · Ethiopië · Fiji · Filipijnen · Finland · Frankrijk · Gabon · Gambia · Georgië · Ghana · Grenada · Griekenland · Groot-Brittannië · Guam · Guatemala · Guinee · Guinee‑Bissau · Guyana · Haïti · Honduras · Hongarije · Hongkong · Ierland · IJsland · India · Indonesië · Irak · Iran · Israël · Italië · Ivoorkust · Jamaica · Japan · Jemen · Jordanië · Kaaimaneilanden · Kaapverdië · Kameroen · Kazachstan · Kenia · Kirgizië · Kiribati · Koeweit · Kroatië · Laos · Lesotho · Letland · Libanon · Liberia · Libië · Liechtenstein · Litouwen · Luxemburg · Macedonië · Madagaskar · Malawi · Malediven · Maleisië · Mali · Malta · Marokko · Mauritanië · Mauritius · Mexico · Micronesië · Moldavië · Monaco · Mongolië · Mozambique · Myanmar · Namibië · Nauru · Nederland · Nederlandse Antillen · Nepal · Nicaragua · Nieuw-Zeeland · Niger · Nigeria · Noord-Korea · Noorwegen · Oeganda · Oekraïne · Oezbekistan · Oman · Oostenrijk · Oost‑Timor · Pakistan · Palau · Palestina · Panama · Papoea-Nieuw-Guinea · Paraguay · Peru · Polen · Portugal · Puerto Rico · Qatar · Roemenië · Rusland · Rwanda · Saint Kitts en Nevis · Saint Lucia · Saint Vincent en Grenadines · Salomonseilanden · Samoa · San Marino · Sao Tomé en Principe · Saoedi-Arabië · Senegal · Servië en Montenegro · Seychellen · Sierra Leone · Singapore · Slovenië · Slowakije · Soedan · Somalië · Spanje · Sri Lanka · Suriname · Swaziland · Syrië · Tadzjikistan · Tanzania · Thailand · Togo · Tonga · Trinidad en Tobago · Tsjaad · Tsjechië · Tunesië · Turkije · Turkmenistan · Uruguay · Vanuatu · Venezuela · Verenigde Arabische Emiraten · Verenigde Staten · Vietnam · Wit-Rusland · Zambia · Zimbabwe · Zuid-Afrika · Zuid-Korea · Zweden · Zwitserland